# Valdecuenca
Valdecuenca is een gemeente in de Spaanse provincie Teruel in de regio Aragón met een oppervlakte van 18,64 km². Valdecuenca telt 34 inwoners (1 januari 2016).

## Demografische ontwikkeling
Bron: INE, 1857-2011: volkstellingen